# The Eye (tidning)
Fanzinet The Eye utkom mellan 1983 och 1987. Tidningen skrev om punk- och garagerock. Några av banden som medverkade var Dream Syndicate, Gun Club, Fuzztones, Green On Red, Shoutless, Pushtwangers, Alex Chilton, Lyres, Wilmer X och Hüsker Dü. The Eye var även skivbolag och gav ut tre skivor, två flexisinglar och en kassett.
2006 återuppstod The Eye i och med punkromanen "Hej, det är vi som är Vem Bryr Sig? En två tre fyr!" av redaktionsmedlemmen Henrik Weston, som handlar om punkbandet Vem Bryr Sig?:s brokiga karriär mellan 1979 och 1981. Vem Bryr Sig? bildades av Weston och några av hans klasskamrater, och finns med på samlingsskivan Lajv på Kulan från april 1981.
År 2007 återutgavs boken "Hej, det är vi som är Vem Bryr Sig? En två tre fyr!" av bokförlaget Reverb.

## Skivor
- Fire Engines – Haterud Zone/Love You Eye 001,
- Eager Beaver – Lonely Ghost/Alien Beat Eye 002,
- Eager Beaver – Arrowhead Drive Eye MP 003,

Vem Bryr Sig? - Va fan e re nu rå? 004.

## Flexi
- Shoutless – Do The Eye Flexeye 004,
- Pushtwangers – Fathers Name Is Dad Flexeye 005.

## Kassett
- The Schleyers: "Call my name", "Dreams die first", "I can only give you everything", "Pipeline", "Walk don't run"
- Pelle Kruse: Gitarr, sång
- Pelle Ekström: Bas, sång
- Micke Marquee: Gitarr
- Andrea Veston: pukor, skrämsång